# 후루룩칼국수
후루룩칼국수는 2012년 1월에 출시한 농심의 즉석 칼국수라면이다. 제작 과정중 명동의 유명한 칼국수 음식점에서 조사한 맛을 바탕으로 낮은 칼로리와 깔끔한 국물, 기름에 튀기지 않은 면을 사용하여 깔끔하게 즐기기 좋다. 출시 후 한달만에 500만개 판매 돌파를 경신하기도 하였다.

## 사진

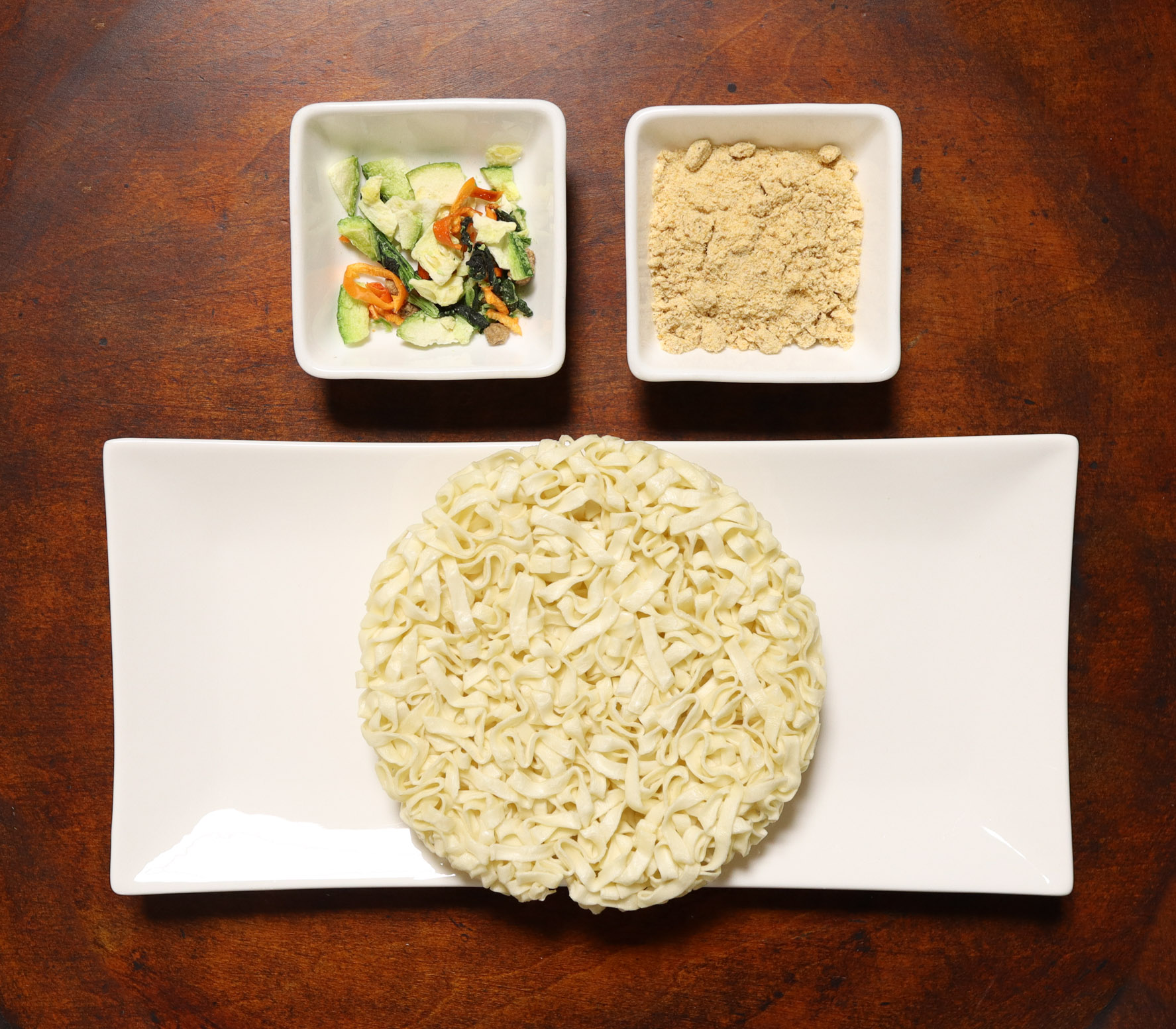
후루룩칼국수 재료
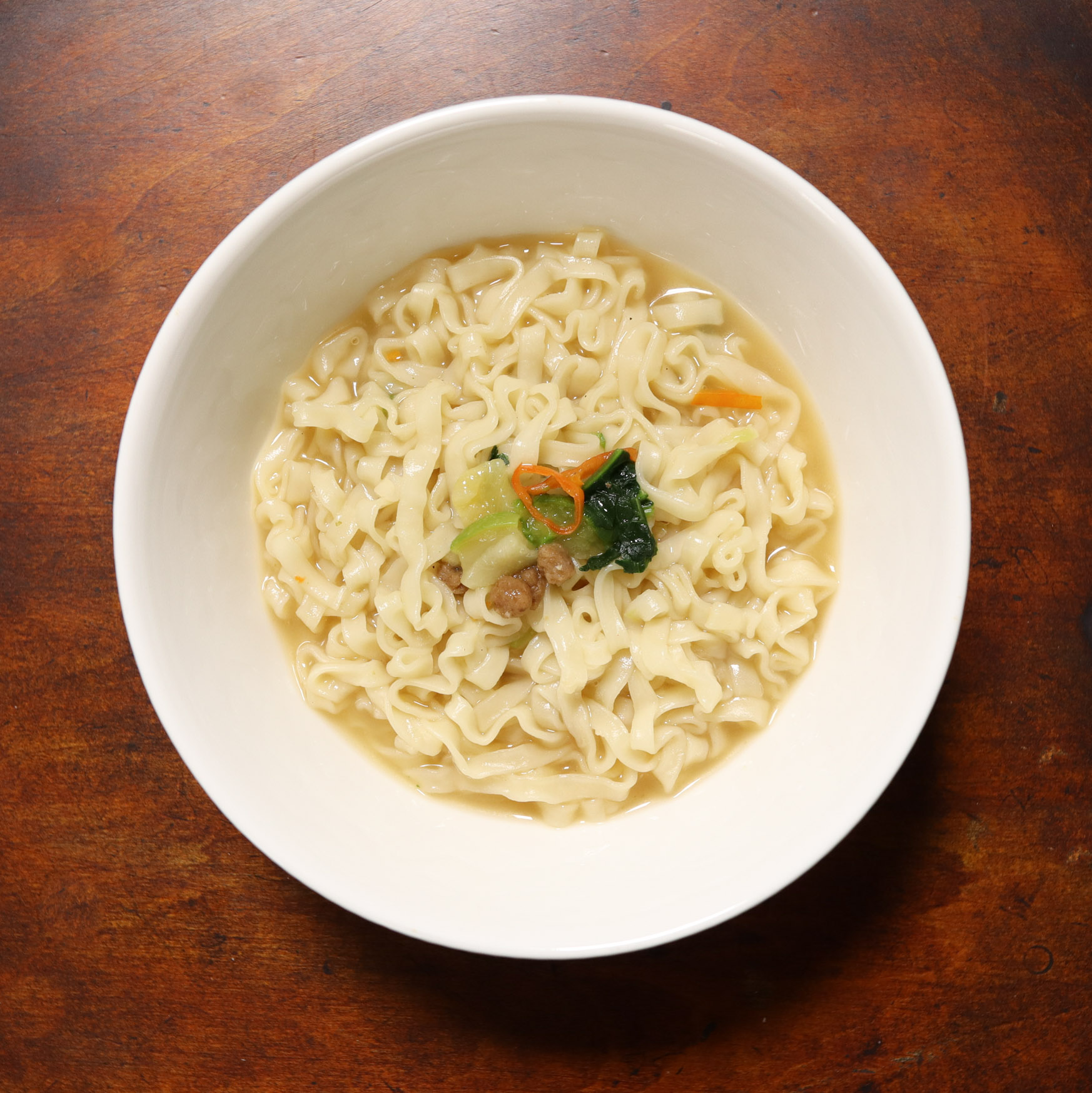
후루룩칼국수
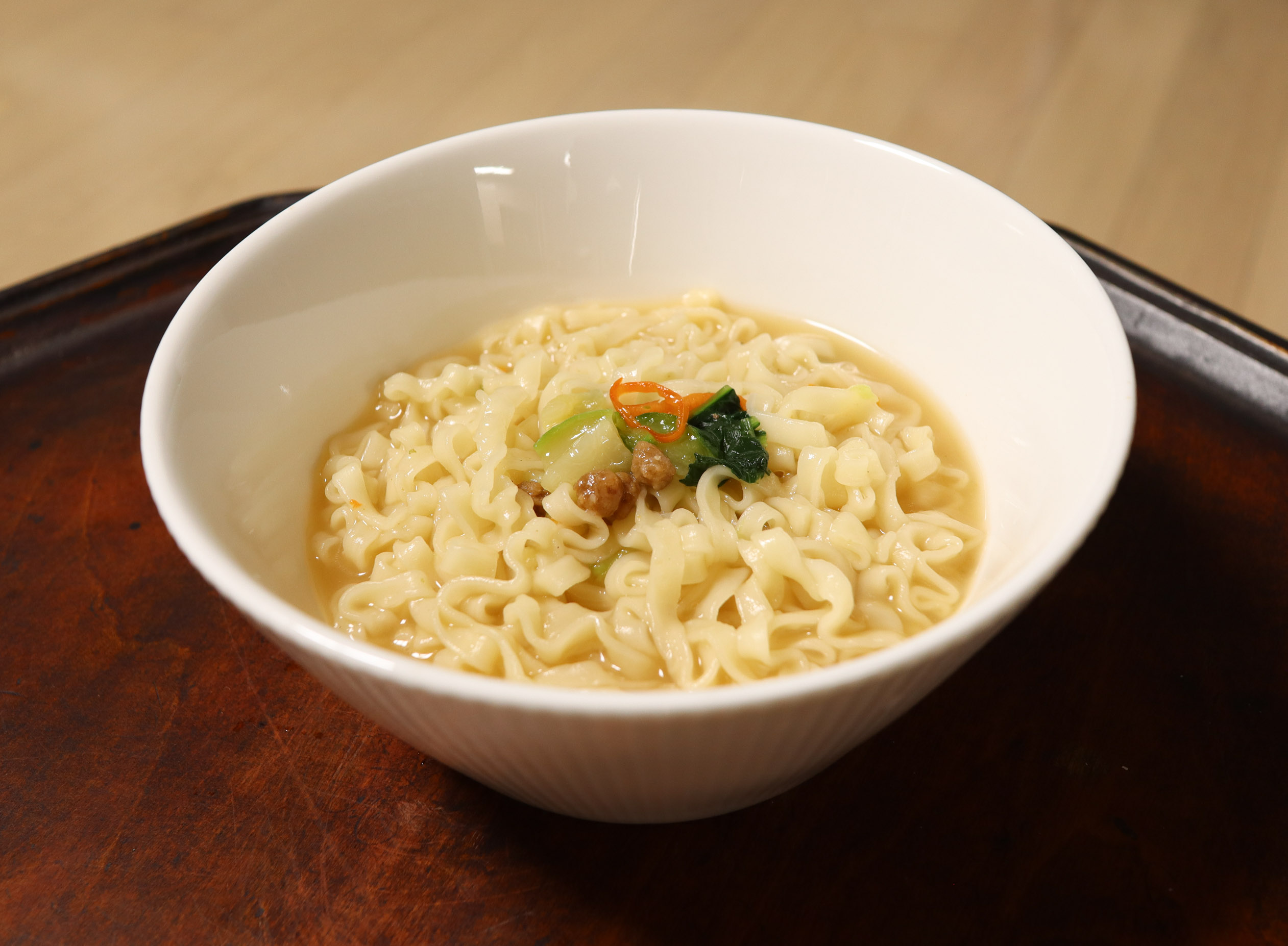
후루룩칼국수

## 같이 보기
- 농심
- 칼국수
- 라면